# Ben Ејnsli
Ser Čarls Benedikt Ејnsli, CBE (rođen 5. februar 1977) engleski je sportski jeriličar. Ејnsli je jedan od najuspešnijih jedriličara u Olimpijskoj istoriji. On je osvojio medalje na pet uzastopnih olimpijada od 1996 nadalje, uključujući zlato na četiri olimpijade održane između 2000 i 2012.
On je jedan od troje sportista koji su osvojili medalje na pet različitih Olimpijskih igara u jedriličarstvu, i treća osoba koja je osvojila pet olimpijskih medalja u tom sportu (nakon Torbena Grael i Roberta Šajta), a isto tako je druga osoba koja je osvojila četiri zlatne medalje, nakon Pola Elvstrema.

## Detinjstvo i mladost
Ејnsli je rođen u Maklsfildu u Engleskoj od oca Roderika i majke Su Ејnsli. Roderik je bio kapetan broda koji je učestvovao u prvom krugu Vitbredove svetske trke 1973. Benova starija sestra Fleur je udata za Džeroma Pelsa, bivšeg generalnog sekretara Međunarodne jedriličarske federacije (ISAF). Ejnsli se školovao u dve nezavisne škole: u školi Tera Nova u seoskom području blizu sela Holms Čapel u Češiru na severozapadu Engleske, i Truro školi u gradu Truro, Kornvol, a zatim je pohađao Piter Simonds koledž u Vinčesteru u Hampširu.

## Karijera
Ејnsli je naučio da jedri u Ristrongvet Kriku u blizini Flmuta u Kornvalu. S plovidbom je započeo u uzrastu od osam godina, a prvi put se takmičio kad je imao deset godina. Njegovo prvo međunarodno takmičenje bilo je u njegovoj dvanaestoj godini na svetskim prvenstvima Optimista 1989. godine, koje je održano u Japanu, gde je zauzeo 73. mesto.

### Olimpijske igre
Ејnsli je osvojio srebro na Letnjim olimpijskim igrama 1996. i zlato na Letnjoj olimpijadi 2000. godine u laser klasi. On je stekao dodatnih 18 kg (2 lb 12 funti) i prešao u veću Fin klasu na Letnjim olimpijskim igrama 2004. godine, gde je osvojio zlato, podvig koji je ponovio u takmičenjima 2008. i 2012. godine.
Dana 19. maja 2012. godine, Ensli je postao prva osoba koja je u Velikoj Britaniji nosila olimpijsku baklju. Započevši sedamdesetodnevnu turneju po Ujedinjenom Kraljevstvu u Lands Endu, bio je prvi od 8.000 nosača baklji. On je izabran 11. avgusta 2012. da nosi zastavu za tim Velike Britanije na ceremoniji zatvaranja Olimpijskih igara u Londonu 2012. godine.

## Lični život
Ејnsli živi u Sivjuu na ostrvu Vajt i učestvuje u radu lokalnog jedriličarskog kluba i počasni je član Kraljevske eskadrile jahti. Njega je trenirao je Dejvid (Sid) Haulet, koji se takmičio u plovidbi finom na Letnjim olimpijskim igrama 1976. On navija za Čelsi.
Avgusta 2014, Ejnsli je bio jedna od 200 javnih ličnosti koje su potpisale pismo Gardijanu u kome su izrazili nadu da će Škotska glasati da ostane deo Ujedinjenog Kraljevstva na septembarskom referendumu o tom pitanju.
Dana 20. decembra 2014, Ејnsli je oženio Džordži Tompson, bivšu voditeljku emisije Sky Sports News. Par ima ćerku Belatriks, rođenu 2016. godine.

## Nagrade i počasti
- 1995  Britanski jedriličar godine, kao i 1999, 2000 i  2002.
- 1998  Svetski jedriličar godine Međunarodne jedriličarske federacije, kao i 2002, 2008 i 2012. Ејnsli je takođe bio nominovan 2004. i 2011. godine
- 2001 Član reda Britanskog carstva (MBE)
- 2002 Počasni stepen, Univerzite u Čičesteru[23]
- 2005 Oficir reda Britanskog carstva (OBE)[24][25]
- 2005 Počasni doktor prava, Univerzitet Exetera[26]
- 2007 Počasni doktor sporta, Sauthemptonski Solent univerzitet[27]
- 2008 Nominovan je za BBC sportistu godine[28] kao i 2012. i 2013.[29]
- 2009 Komandir reda Britanskog carstva (CBE)[30]
- 2013 Vitez prvostupnik za službu jedriličarstva.[31][32]

## Literatura
- Olympic Studies Centre (март 2015). „SAILING: History of Sailing at the Olympic Games” (PDF). stillmed.olympic.org. International Olympic Committee. Архивирано из оригинала (PDF) 2017-03-07. г. Приступљено 2017-03-07.
- „Pre-Start Routines”. Архивирано из оригинала 25. 8. 2017. г. Приступљено 25. 8. 2017.
- Schanen, Bill. „Keeping a lookout is easier said than done”. Sailing Magazine. Архивирано из оригинала 2006-05-08. г. Приступљено 13. 2. 2006.
- The Atlanta Committee for the Olympic Games (1997). The Official Report of the Centennial Olympic Games, Volume I Planning and Organization (PDF). Atlanta: Peachtree Publishers. Архивирано из оригинала (PDF) 23. 08. 2011. г. Приступљено 14. 9. 2011.
- The Atlanta Committee for the Olympic Games (1997). The Official Report of the Centennial Olympic Games, Volume II The Centennial Olympic Games (PDF). Atlanta: Peachtree Publishers. Архивирано из оригинала (PDF) 23. 08. 2011. г. Приступљено 14. 9. 2011.

## Spoljašnje veze
- Zvanični veb-sajt
- Interview for TF90M на сајту  (архивирано 2008-09-19)